# Л. П. ла Кјуза (Анкона)
Л. П. ла Кјуза је насеље у Италији у округу Анкона, региону Марке.
Према процени из 2011. у насељу је живело 1 становника. Насеље се налази на надморској висини од 30 м.